# Jiabao V52
Jiabao V52 (до 2009 года CA6350) и Jiabao V55 — серия микровэнов вместимостью от 5 до 8 мест, выпускающихся с 1999 года суббрендом Jiabao компании FAW Jilin. Пикапы получили индексы Jiabao T50, Jiabao T51 (до 2009 года CA6361) и Jiabao T57.

## Jiabao CA6350/CA6361
FAW Jiefang CA6361 и Jiefang Jiabao CA6350 производились с 1999 по 2009 год в Китае компанией FAW Jilin Automobile Co., Ltd., расположенной в Гирине, провинция Цзилинь, Китай. CA6361 — одна из самых ранних серийных моделей.

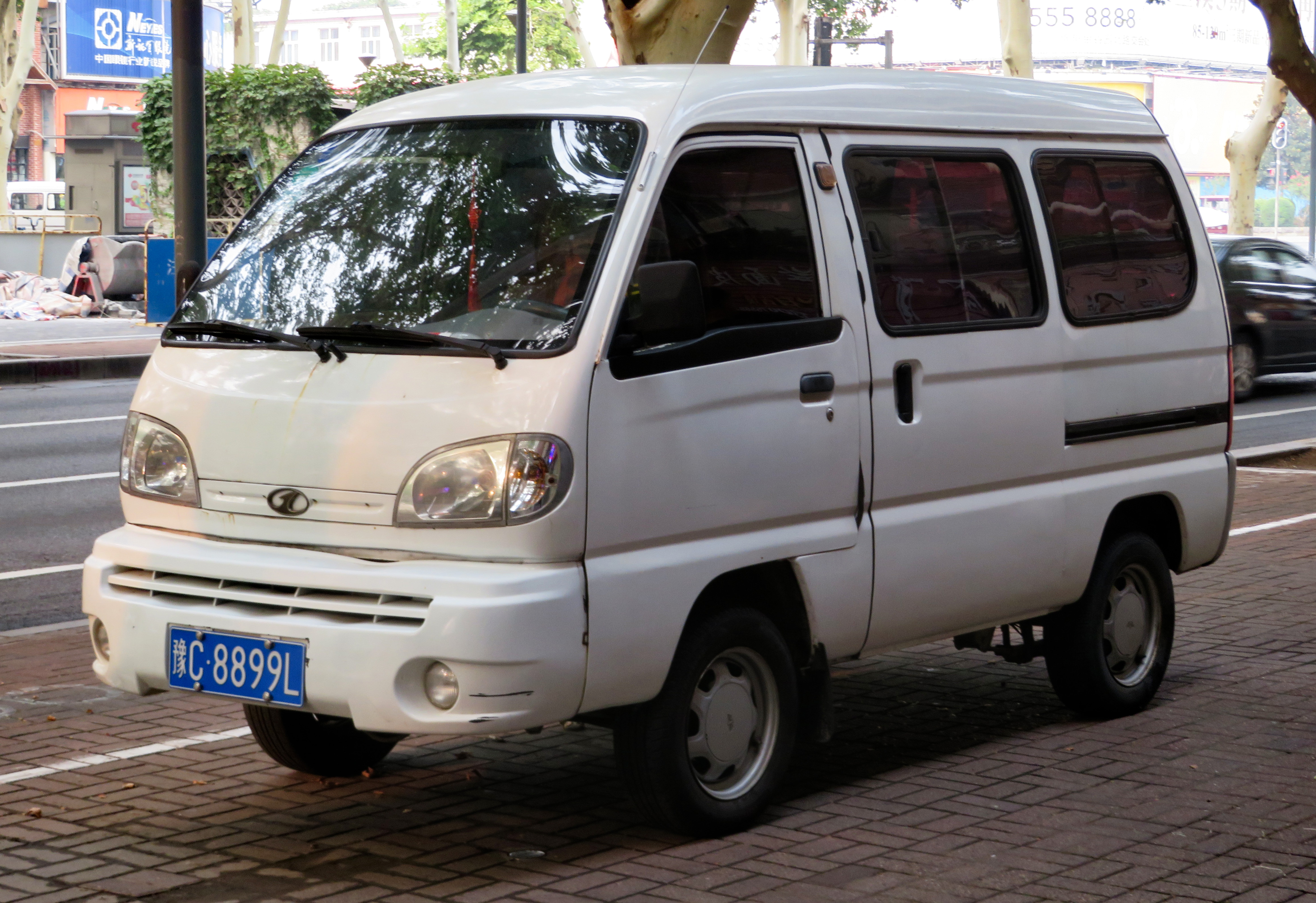
FAW-Jilin Jiabao CA6361A1
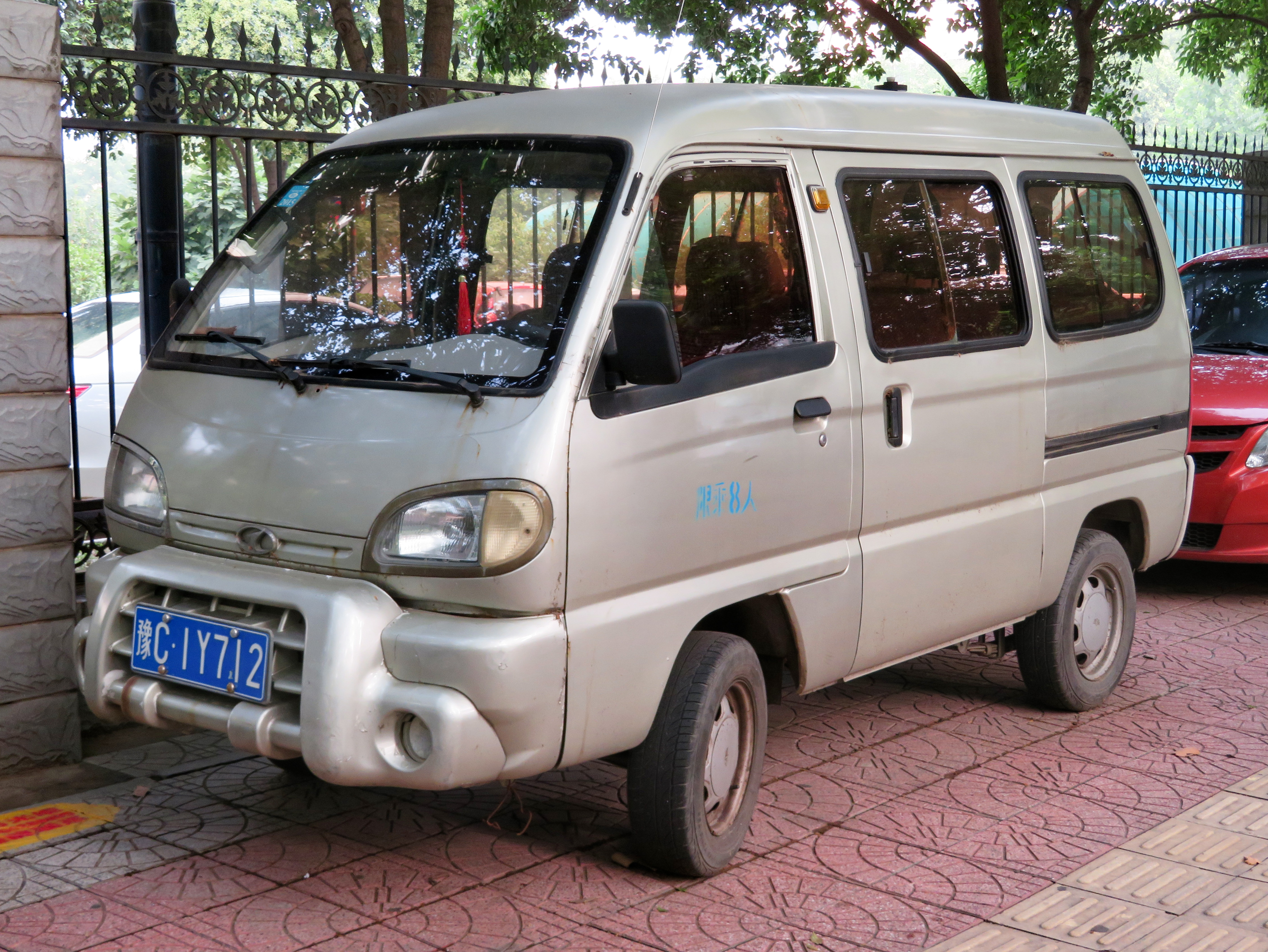
FAW-Jilin Jiabao CA6361
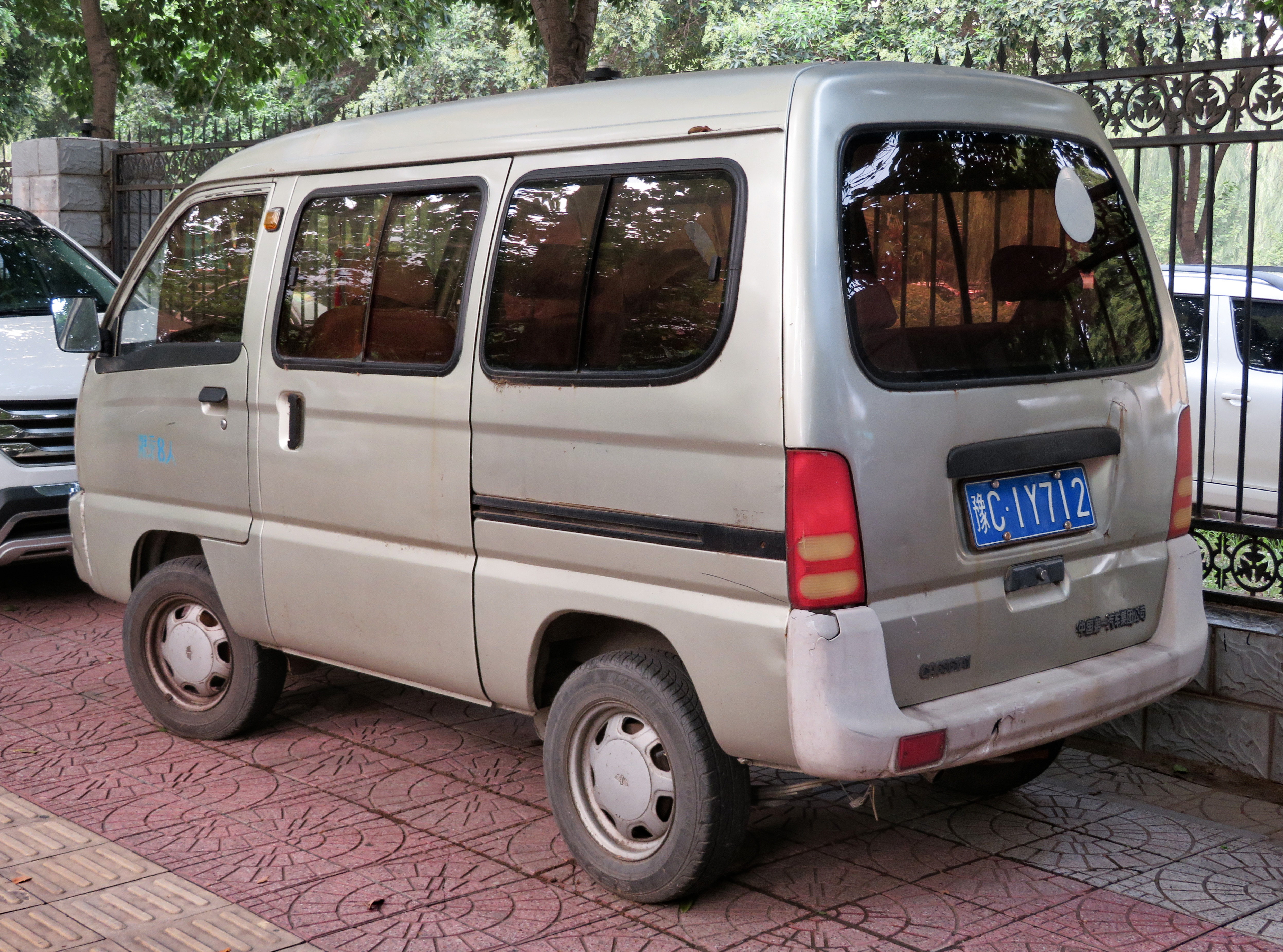
Вид сзади
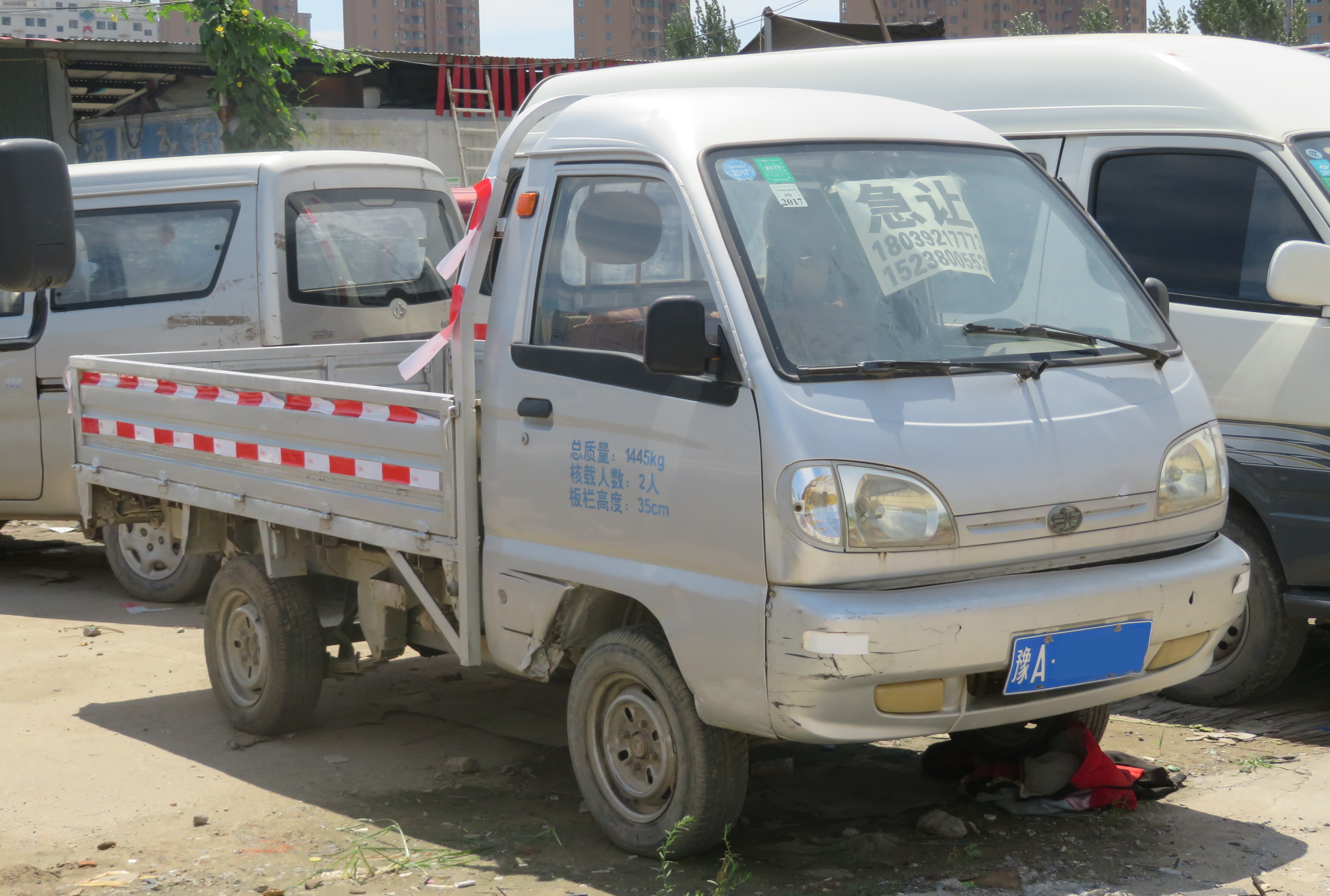
FAW-Jilin Jiabao T51
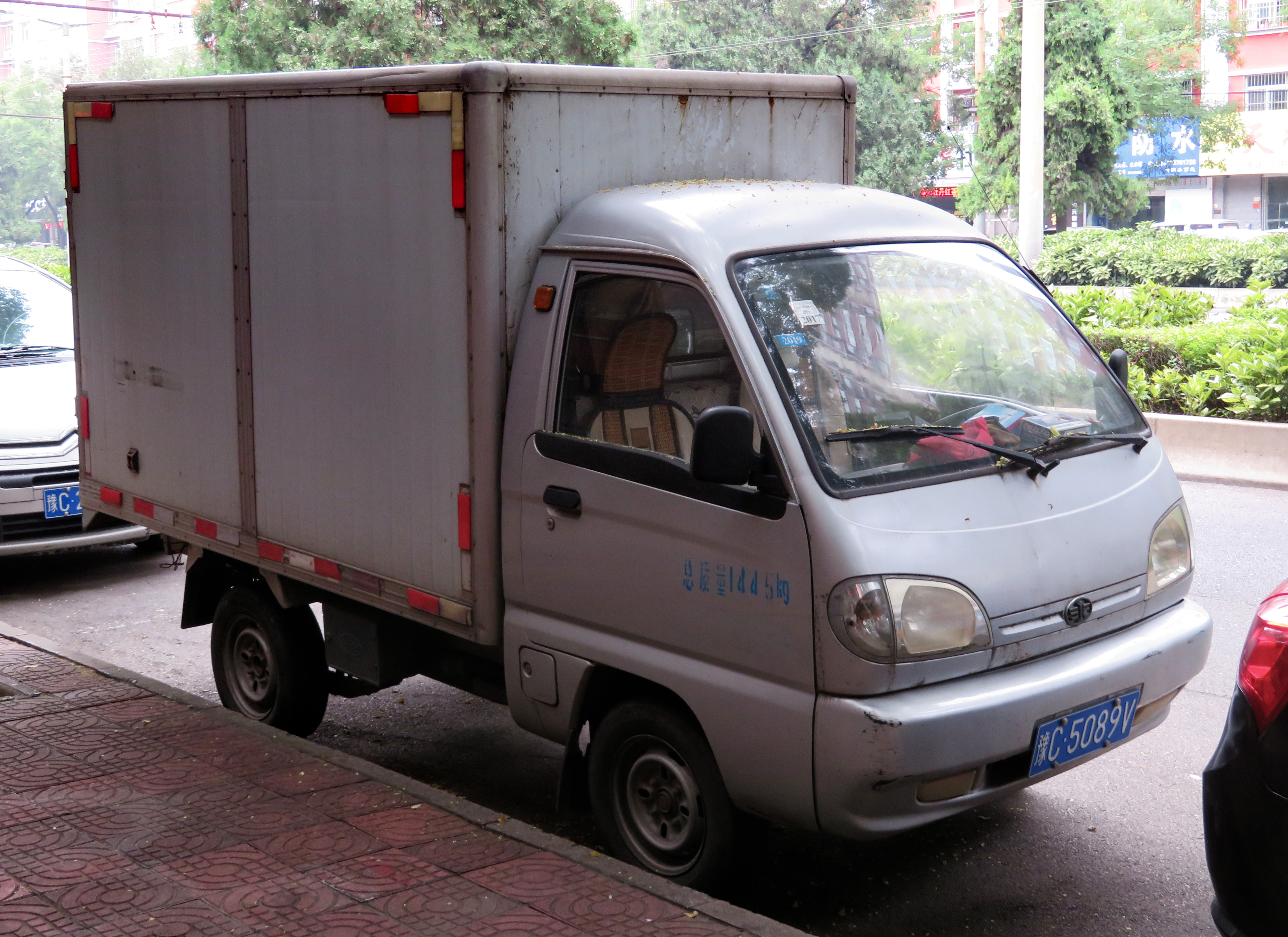
Фургон

## Jiabao V52 и V55

### Jiabao V52
Jiabao V52, запущенный в производство в 2011 году, оснащался 1,0-литровым рядным четырёхцилиндровым двигателем мощностью 48—58 л. с. Ценовой диапазон варьировался от 27200 до 29200 юаней.

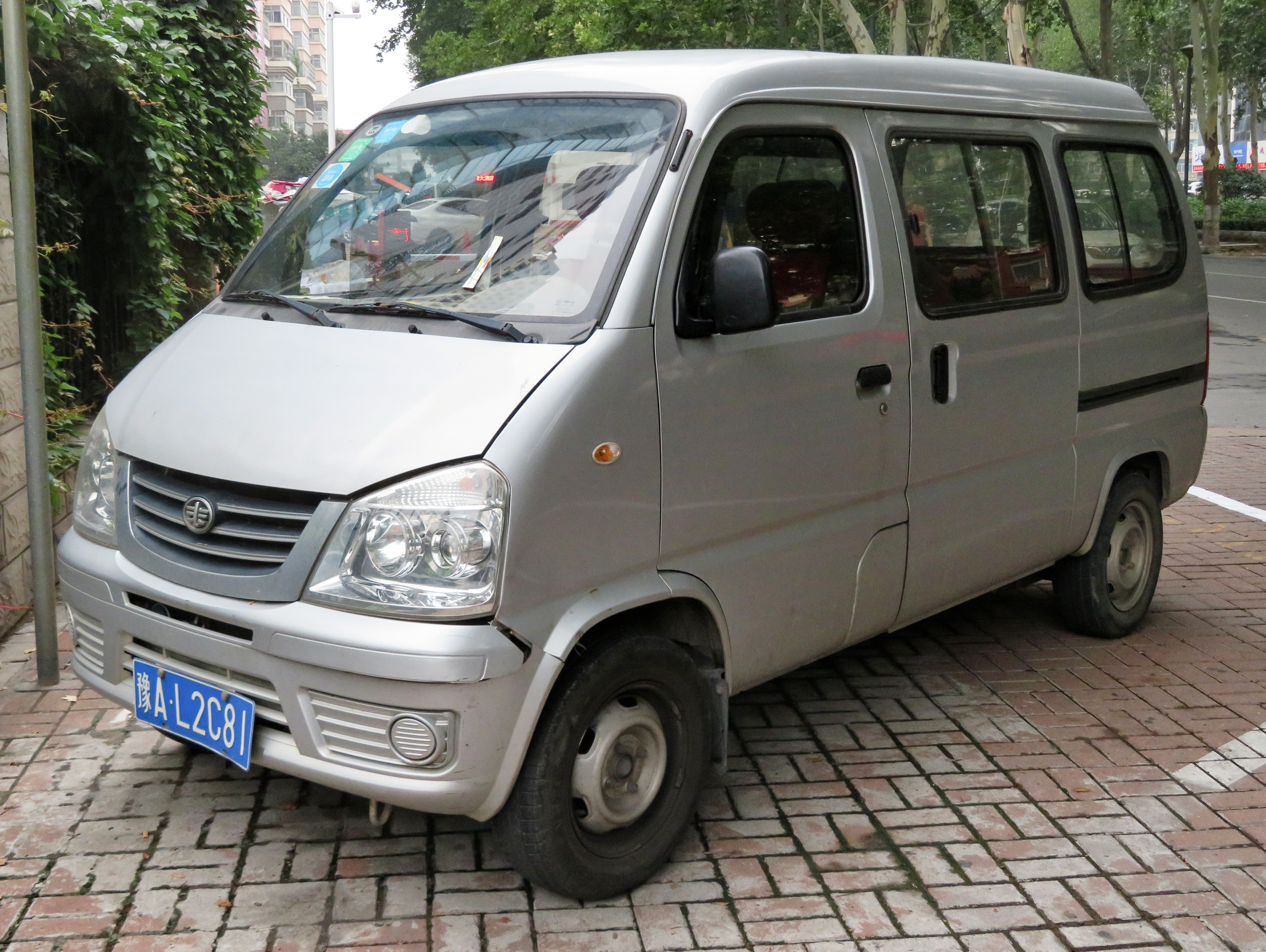
2013 FAW-Jilin Jiabao V52
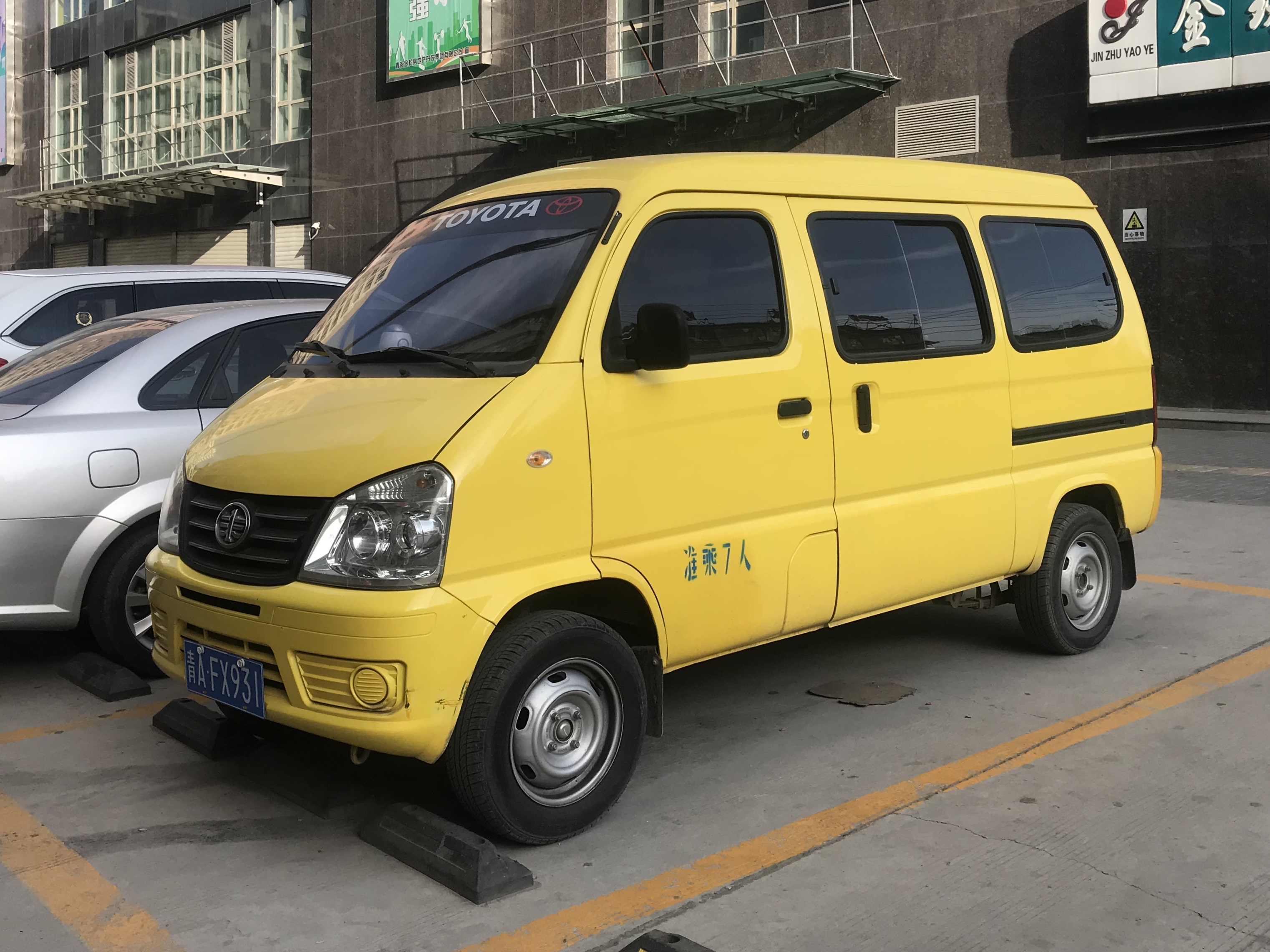
FAW Jiabao V52
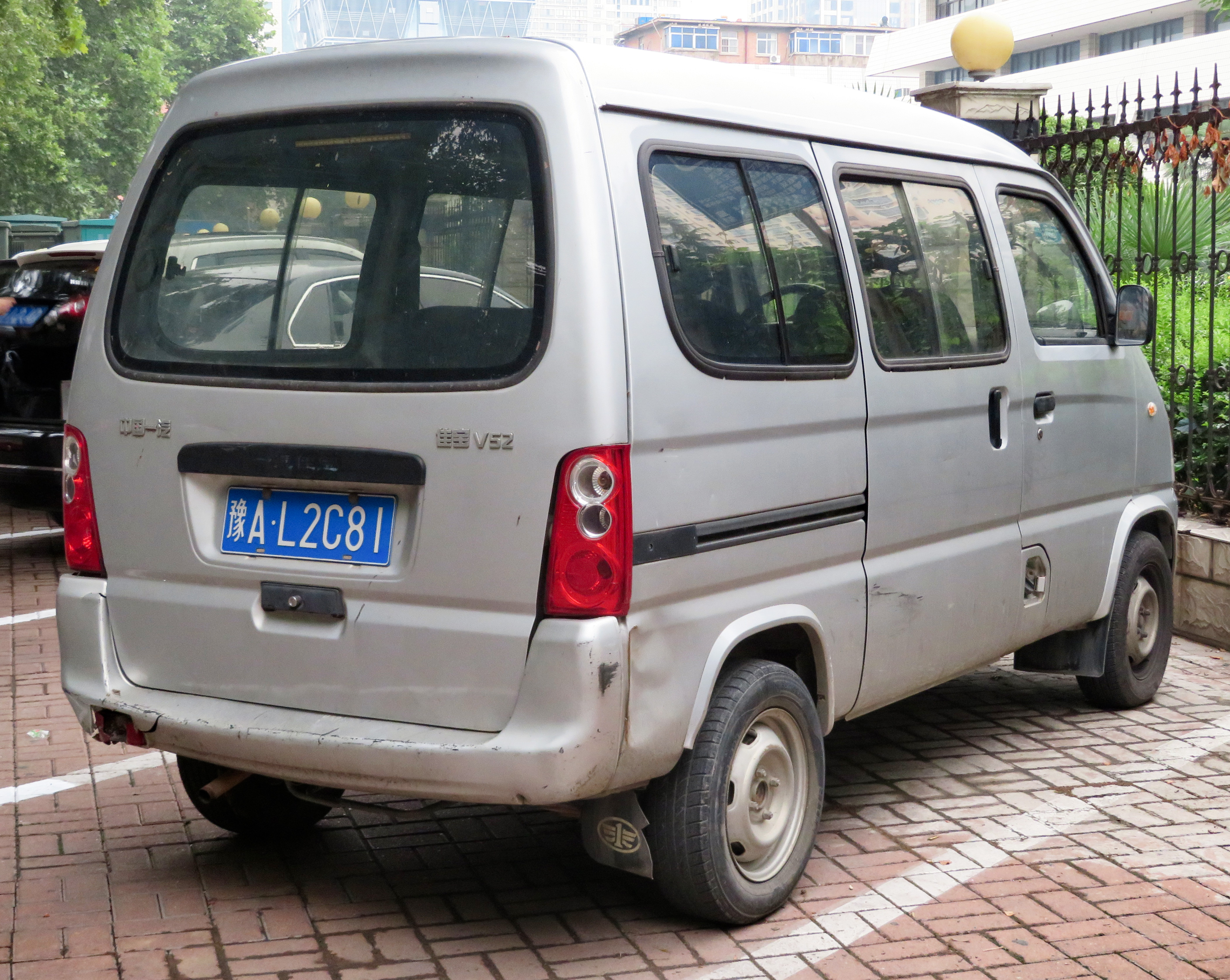
Вид сзади
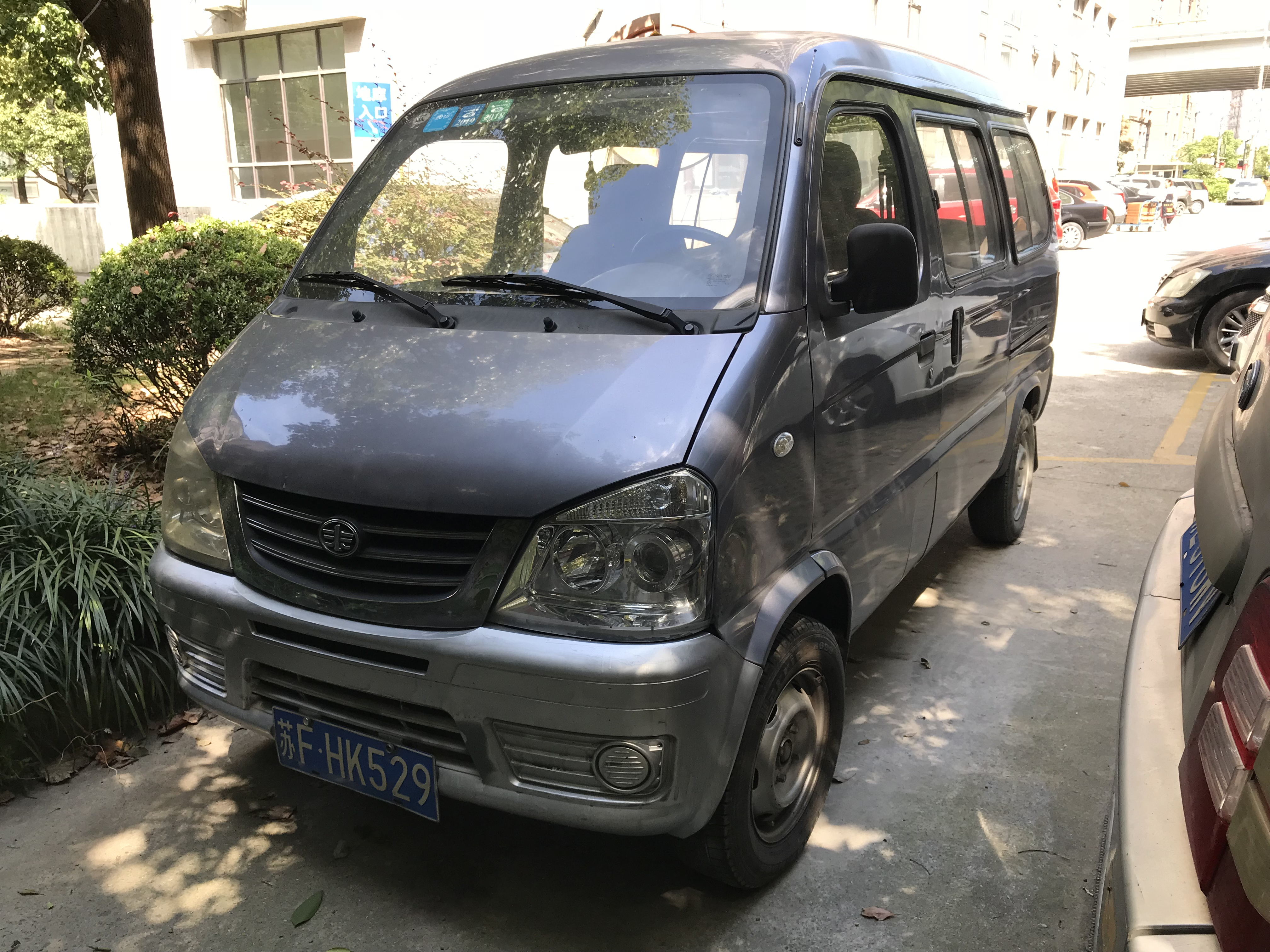
Фейслифтинг передней части
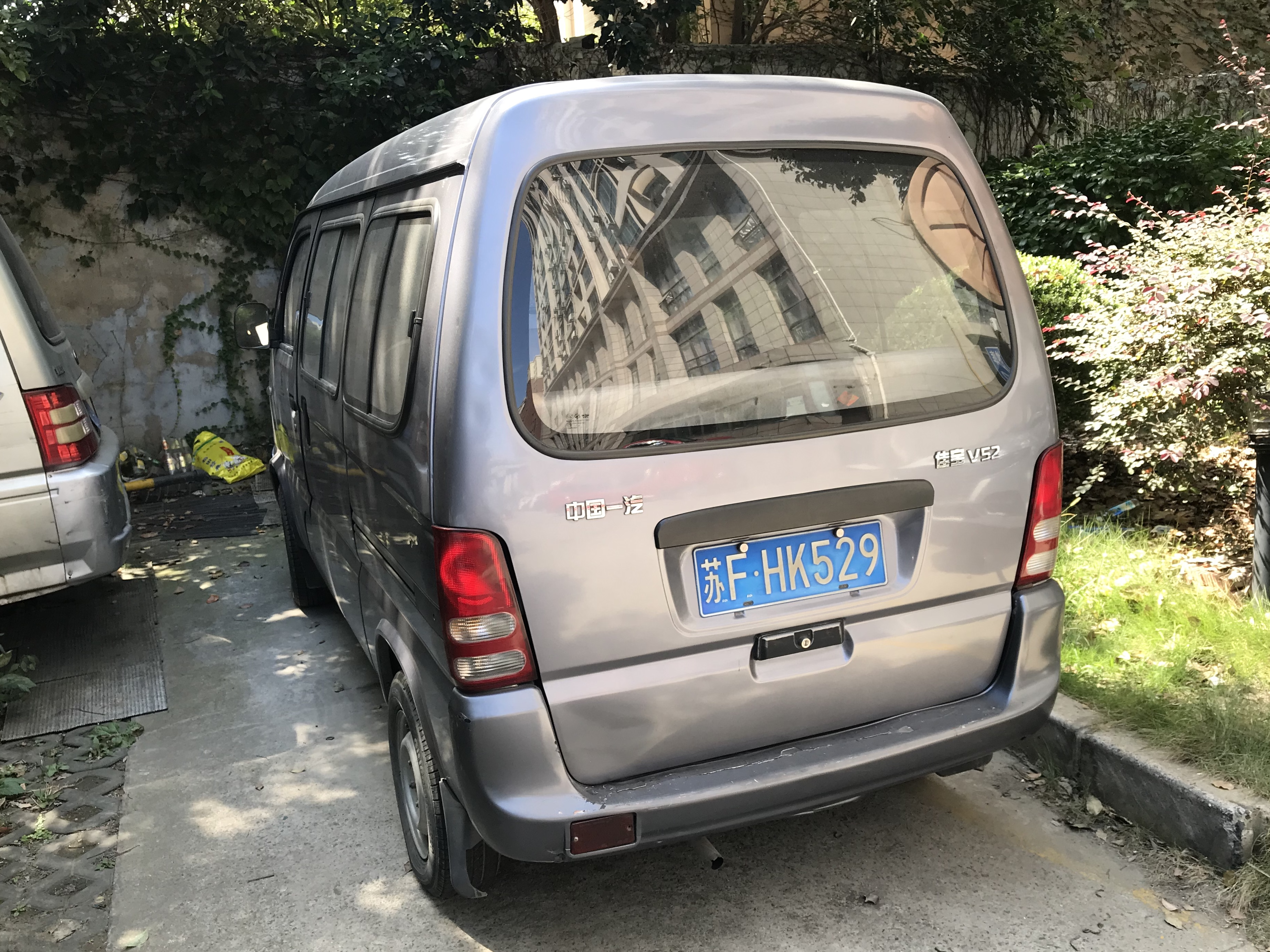
Фейслифтинг задней части

### Jiabao V55
Jiabao V55 — версия Jiabao V52, удлинённая на 304 мм. Цена — 32900 юаней.

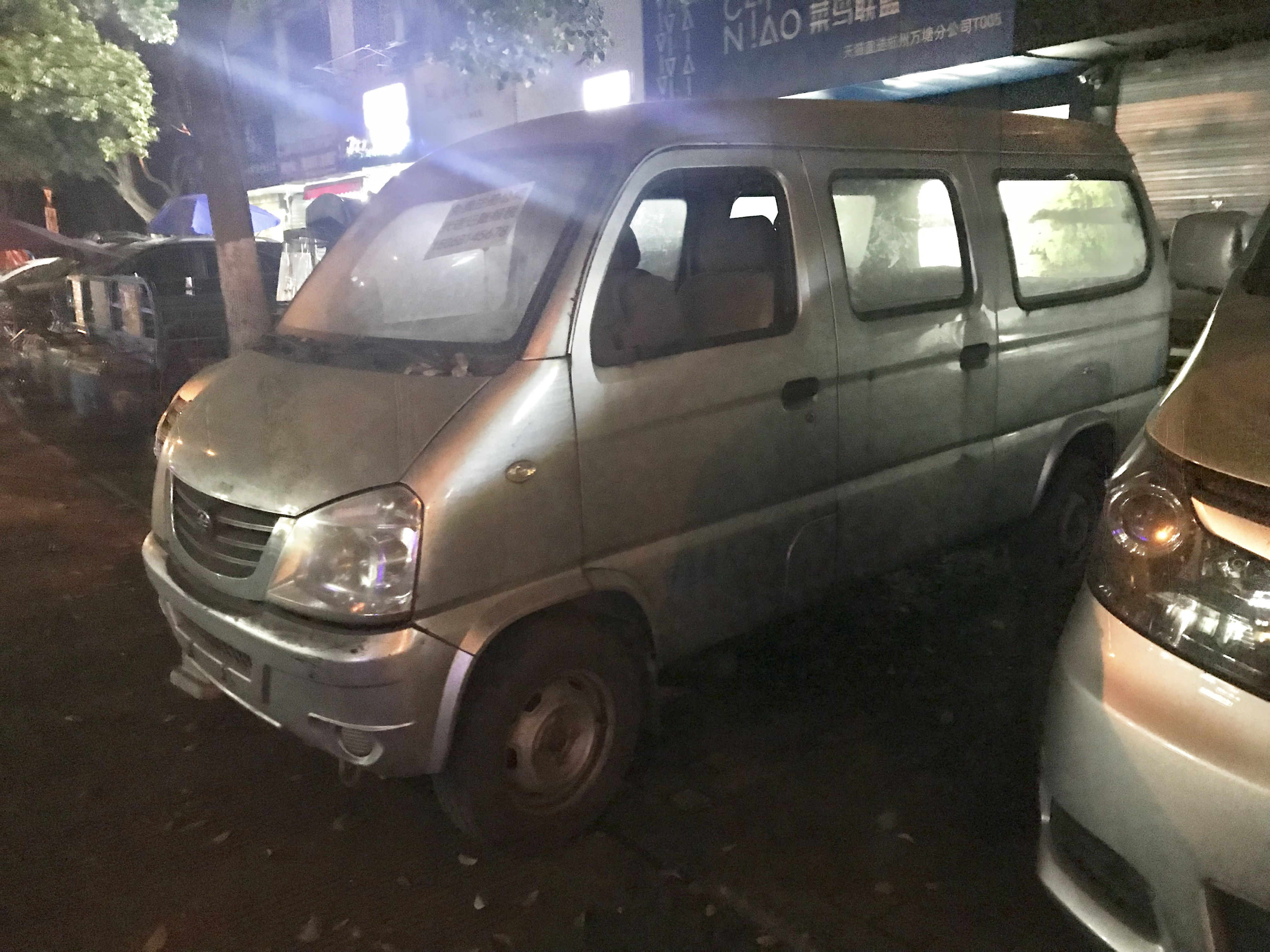
Вид спереди
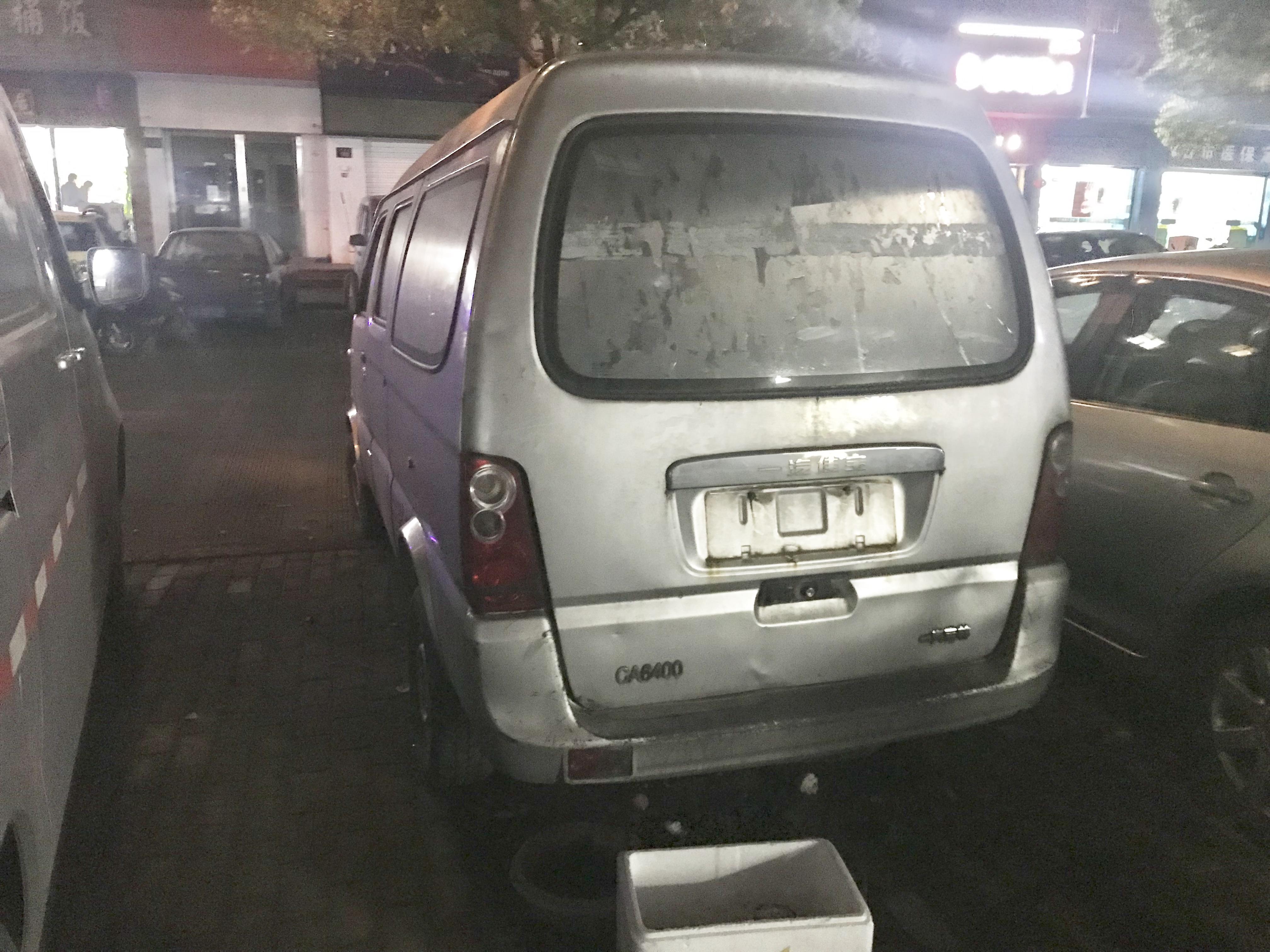
Вид сзади

### За пределами Китая
Jiabao V52 выпускался северокорейским автопроизводителем Pyeonghwa Motors под названием Samcheonri 0708.

В Северной Америке автомобили Jiabao V52/V55 и Jiabao T50/T57 выпускались калифорнийским автопроизводителем Vantage Vehicle International. Inc. Максимальная скорость транспортных средств ограничена до 25 миль в час. Шасси и кузова производятся в Китае и поставляются в США, где производятся электрические компоненты. Пикапы получили индекс GreenTruck EVX 1000, а фургоны — GreenTruck EVR 1000. Грузовая модификация — EVC 1000 GreenVan, пассажирская — EVP 1000 GreenVan.

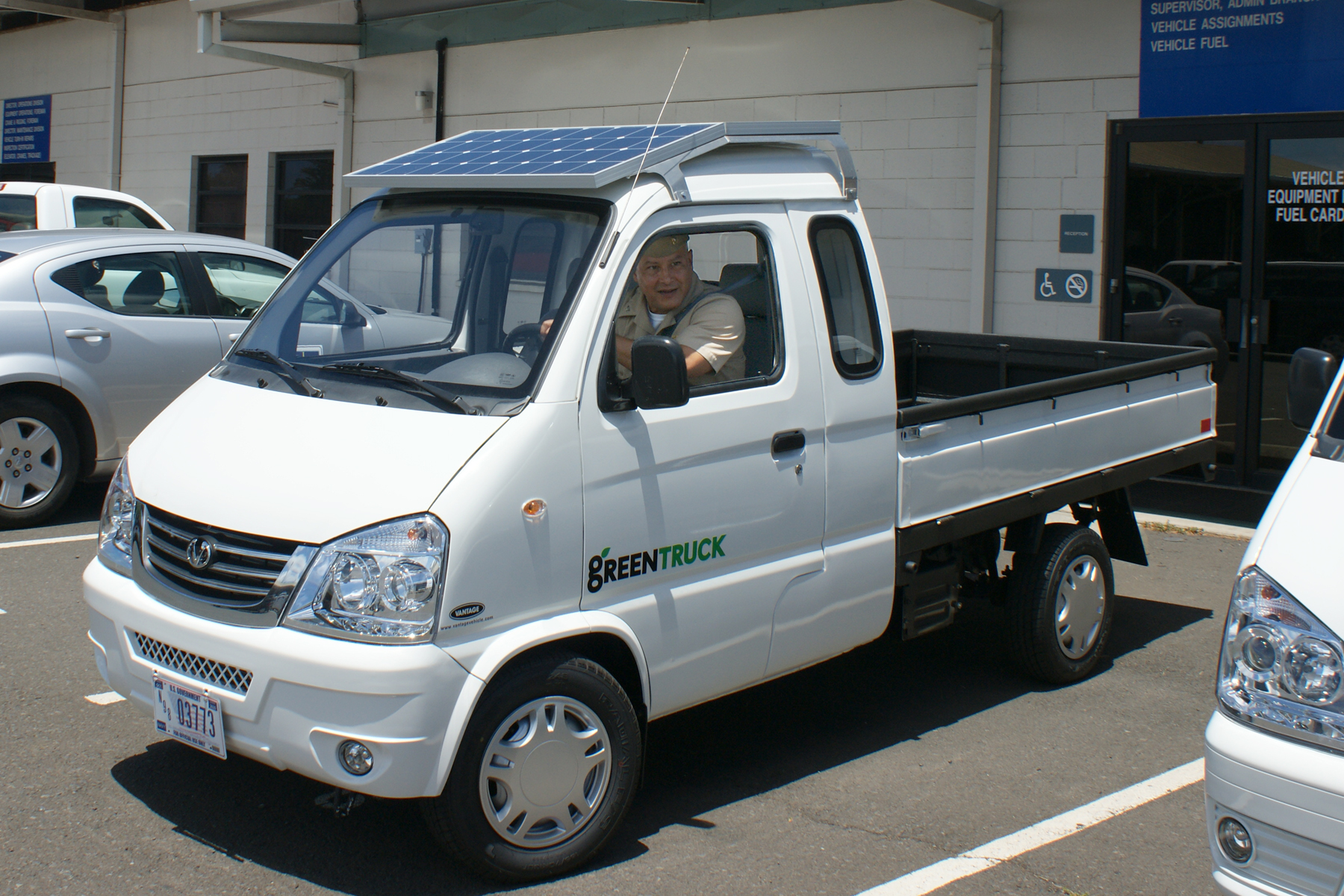
Vantage Vehicle International GreenTruck EVR 1000
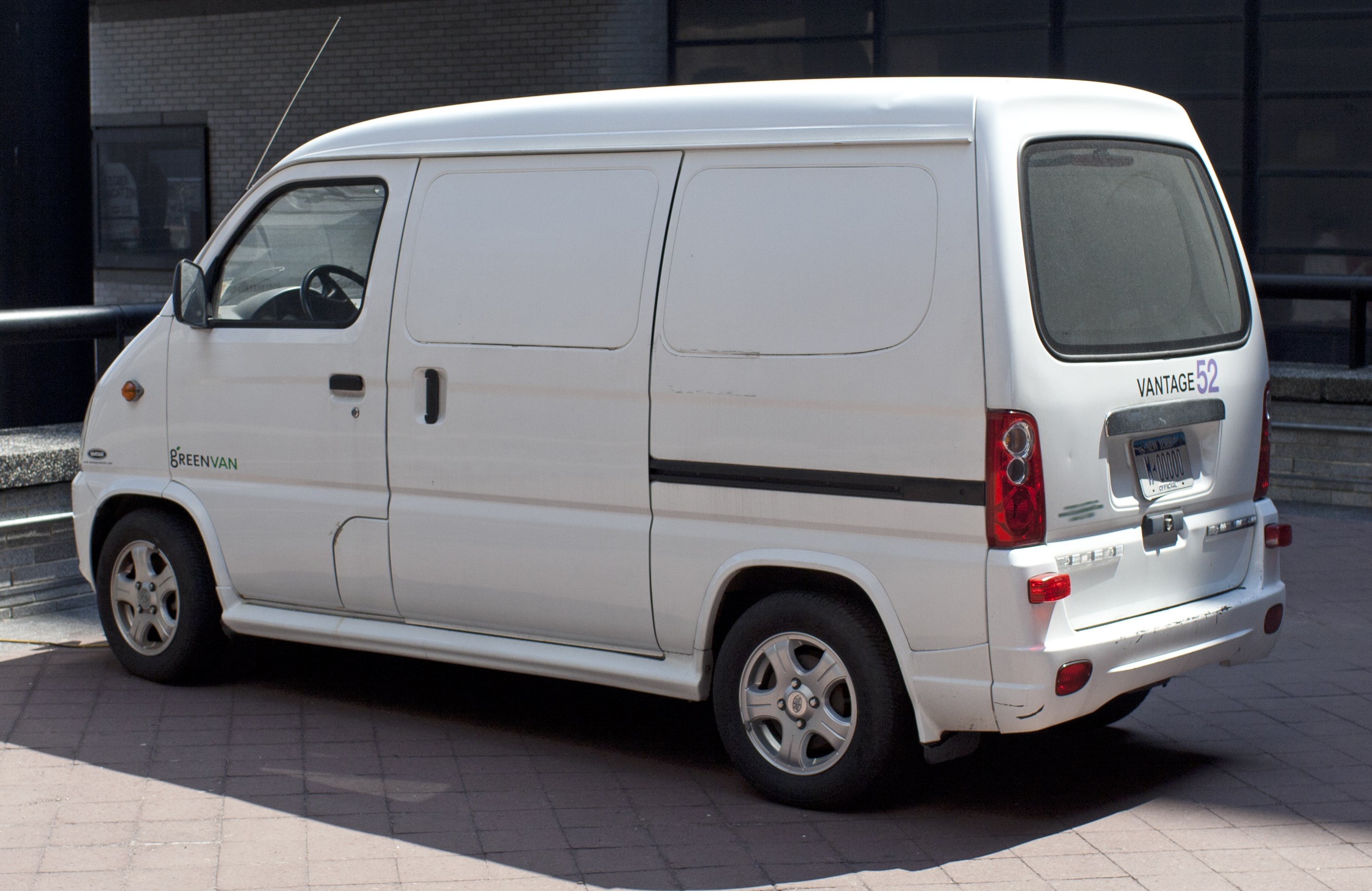
Vantage Vehicle International GreenVan EVC1000